# Vòng đấu loại trực tiếp UEFA Europa League 2024–25
Vòng đấu loại trực tiếp UEFA Europa League 2024–25 bắt đầu vào ngày 13 tháng 2 với các trận play-off đấu loại trực tiếp và kết thúc vào ngày 21 tháng 5 năm 2025 với trận chung kết tại sân vận động San Mamés ở Bilbao, Tây Ban Nha để quyết định nhà vô địch của UEFA Europa League 2024–25. Tổng cộng có 24 đội sẽ tranh tài ở vòng đấu loại trực tiếp, với 16 đội tham dự vòng play-off và 8 đội được miễn, vào thẳng vòng 16 đội.
Thời gian là CET/CEST, do UEFA liệt kê (giờ địa phương, nếu khác, sẽ được đặt trong dấu ngoặc đơn).

## Các đội đủ điều kiện
Vòng đấu loại trực tiếp gồm 24 đội đứng đầu đủ điều kiện từ vòng đấu hạng. 8 đội đứng đầu được miễn, vào thẳng vòng 16 đội, trong khi các đội xếp thứ hạng từ 9 đến 24 sẽ tham gia vòng play-off đấu loại trực tiếp, đội nào thắng mới vào vòng 16 đội.
| Vt | Đội                 |
| -- | ------------------- |
| 1  | Lazio               |
| 2  | Athletic Bilbao     |
| 3  | Manchester United   |
| 4  | Tottenham Hotspur   |
| 5  | Eintracht Frankfurt |
| 6  | Lyon                |
| 7  | Olympiacos          |
| 8  | Rangers             |

| Vt | Đội            |
| -- | -------------- |
| 9  | Bodø/Glimt     |
| 10 | Anderlecht     |
| 11 | FCSB           |
| 12 | Ajax           |
| 13 | Real Sociedad  |
| 14 | Galatasaray    |
| 15 | AS Roma        |
| 16 | Viktoria Plzeň |

| Vt | Đội                  |
| -- | -------------------- |
| 17 | Ferencváros          |
| 18 | Porto                |
| 19 | AZ                   |
| 20 | Midtjylland          |
| 21 | Union Saint-Gilloise |
| 22 | PAOK                 |
| 23 | Twente               |
| 24 | Fenerbahçe           |

## Định dạng
Mỗi trận đấu trong vòng đấu loại trực tiếp, ngoại trừ trận chung kết, được thi đấu theo thể thức hai lượt, với mỗi đội chơi một lượt trên sân nhà. Đội ghi được nhiều bàn thắng hơn trên tổng số bàn thắng trong hai lượt sẽ tiến vào vòng tiếp theo. Nếu tổng số bàn thắng bằng nhau thì sẽ chơi thêm 30 phút hiệp phụ (luật bàn thắng sân khách không được áp dụng). Nếu tỷ số vẫn bằng nhau sau khi kết thúc hiệp phụ, đội chiến thắng sẽ được quyết định bằng loạt sút luân lưu. Trong trận chung kết, được chơi như một trận đấu duy nhất, nếu tỷ số bằng nhau sau khi kết thúc thời gian thi đấu chính thức thì sẽ thi đấu thêm hiệp phụ, sau đó là loạt sút luân lưu nếu tỷ số vẫn bằng nhau.

### Quy trình bốc thăm
Ở vòng đấu loại trực tiếp, không có sự phân biệt quốc gia, các đội từ cùng một hiệp hội có thể đối đầu với nhau ở bất kỳ vòng nào. Các đội cũng có thể đối đầu với các đối thủ mà họ đã gặp ở vòng đấu hạng.
Cơ chế bốc thăm cho mỗi vòng như sau:
- Trong lễ bốc thăm vòng play-off đấu loại trực tiếp, tám đội kết thúc vòng đấu hạng ở vị trí 9–16 được xếp hạt giống, còn tám đội ở vị trí 17–24 không được xếp hạt giống. Lễ bốc thăm được chia thành bốn phần dựa trên bảng đấu được xác định trước, với các đội được xếp hạt giống ở mỗi phần được bốc thăm đấu với một trong hai đối thủ không được xếp hạt giống của họ. Các đội được xếp hạt giống sẽ tổ chức trận lượt về.
- Trong lễ bốc thăm vòng 16 đội, tám đội kết thúc vòng đấu hạng ở vị trí 1–8 sẽ được xếp hạt giống, còn tám đội thắng ở vòng play-off không được xếp hạt giống. Một lần nữa, lễ bốc thăm được chia thành bốn phần dựa trên bảng đấu được xác định trước, với các đội được xếp hạt giống ở mỗi phần được bốc thăm đấu với một trong hai đối thủ không được xếp hạt giống của họ. Các đội được xếp hạt giống sẽ tổ chức trận lượt về.
- Ở vòng tứ kết và bán kết, các cặp đấu chính xác được xác định trước dựa trên sơ đồ nhánh đấu. Một cuộc bốc thăm chỉ được tiến hành để xác định đội nào sẽ thi đấu lượt đi trên sân nhà. Một cuộc bốc thăm cũng được tổ chức để xác định đội chiến thắng ở bán kết nào được chỉ định là đội "chủ nhà" cho trận chung kết (vì mục đích hành chính do trận đấu được tổ chức tại một sân trung lập).

Ở vòng đấu loại trực tiếp, các đội từ cùng một thành phố hoặc các thành phố lân cận không được lên lịch thi đấu trên sân nhà vào cùng ngày hoặc vào các ngày liên tiếp do vấn đề hậu cần và kiểm soát đám đông.(Art. 24.02) Để tránh xung đột lịch thi đấu như vậy, một số điều chỉnh đã được thực hiện: Đối với các trận play-off vòng đấu loại trực tiếp và vòng 16 đội, nếu hai đội được bốc thăm để chơi trên sân nhà cho cùng một lượt trận, trận đấu trên sân nhà của đội có thứ hạng thấp hơn trong vòng đấu hạng sẽ được chuyển từ thứ Năm từ thời gian được lên lịch thông thường sang một khung giờ sớm hơn, sang một ngày khác và/hoặc tại một địa điểm thay thế mà không xung đột với bất kỳ cuộc thi nào khác. Đối với các trận tứ kết và bán kết, thứ tự các lượt trận của trận đấu có sự tham gia của đội có mức độ ưu tiên thấp nhất sẽ được đảo ngược so với lượt bốc thăm ban đầu.

### Các cặp đấu được xác định trước
Cấu trúc bảng đấu cho vòng đấu loại trực tiếp được cố định một phần trước bằng cách sử dụng hạt giống, với một mô hình đối xứng ở cả hai bên. Vị trí của các đội trong bảng đấu được xác định bởi thứ hạng cuối cùng của họ ở vòng đấu hạng, đảm bảo rằng các đội xếp hạng cao hơn sẽ đối đầu với các đối thủ xếp hạng thấp hơn ở các vòng trước. Do đó, một số nhóm đội nhất định, chẳng hạn như hai đội đứng đầu vòng đấu hạng, không thể gặp nhau cho đến trận chung kết.
Cấu trúc của mỗi bên trong bảng đấu có thể được tóm tắt như sau, với các cặp đấu chính xác của vòng play-off và vòng 16 đội được xác định bằng cách bốc thăm:
- Vòng play-off đấu loại trực tiếp
  - Cặp I: 9/10 vs 23/24
  - Cặp II: 11/12 vs 21/22
  - Cặp III: 13/14 vs 19/20
  - Cặp IV: 15/16 vs 17/18
- Vòng 16 đội
  - Cặp A: 1/2 vs Thắng IV
  - Cặp B: 3/4 vs Thắng III
  - Cặp C: 5/6 vs Thắng II
  - Cặp D: 7/8 vs Thắng I
- Tứ kết
  - Cặp 1: Thắng A vs Thắng D
  - Cặp 2: Thắng B vs Thắng C
- Bán kết: Thắng 1 vs Thắng 2

## Lịch thi đấu
Lịch thi đấu như sau (tất cả các lễ bốc thăm đều được tổ chức tại trụ sở UEFA ở Nyon, Thụy Sĩ).
| Vòng                             | Bốc thăm             | Lượt đi                                      | Lượt về                                      |
| -------------------------------- | -------------------- | -------------------------------------------- | -------------------------------------------- |
| Vòng play-off đấu loại trực tiếp | 31/1/2025, 13:00 CET | 13/2/2025                                    | 20/2/2025                                    |
| Vòng 16 đội                      | 21/2/2025, 13:00 CET | 6/3/2025                                     | 13/3/2025                                    |
| Tứ kết                           | 21/2/2025, 13:00 CET | 10/4/2025                                    | 17/4/2025                                    |
| Bán kết                          | 21/2/2025, 13:00 CET | 1/5/2025                                     | 8/5/2025                                     |
| Chung kết                        | 21/2/2025, 13:00 CET | 21/5/2025 tại sân vận động San Mamés, Bilbao | 21/5/2025 tại sân vận động San Mamés, Bilbao |

## Sơ đồ
|  |                                  |                                  |                                  |                                  |                                  |                   |   |             |                     |             |                            |             |                   |               |                   |        |        |        |        |  |  |         |         |         |         |         |  |  |           |           |           |
|  | Vòng play-off đấu loại trực tiếp | Vòng play-off đấu loại trực tiếp | Vòng play-off đấu loại trực tiếp | Vòng play-off đấu loại trực tiếp | Vòng play-off đấu loại trực tiếp |                   |   | Vòng 16 đội | Vòng 16 đội         | Vòng 16 đội | Vòng 16 đội                | Vòng 16 đội |                   |               | Tứ kết            | Tứ kết | Tứ kết | Tứ kết | Tứ kết |  |  | Bán kết | Bán kết | Bán kết | Bán kết | Bán kết |  |  | Chung kết | Chung kết | Chung kết |
|  | Vòng play-off đấu loại trực tiếp | Vòng play-off đấu loại trực tiếp | Vòng play-off đấu loại trực tiếp | Vòng play-off đấu loại trực tiếp | Vòng play-off đấu loại trực tiếp |                   |   | Vòng 16 đội | Vòng 16 đội         | Vòng 16 đội | Vòng 16 đội                | Vòng 16 đội |                   |               | Tứ kết            | Tứ kết | Tứ kết | Tứ kết | Tứ kết |  |  | Bán kết | Bán kết | Bán kết | Bán kết | Bán kết |  |  | Chung kết | Chung kết | Chung kết |
|  |                                  |                                  |                                  |                                  |                                  |                   |   |             |                     |             |                            |             |                   |               |                   |        |        |        |        |  |  |         |         |         |         |         |  |  |           |           |           |
|  |                                  |                                  |                                  |                                  |                                  |                   |   |             |                     |             |                            |             |                   |               |                   |        |        |        |        |  |  |         |         |         |         |         |  |  |           |           |           |
|  | 19                               | AZ                               | 4                                | 2                                | 6                                |                   |   |             |                     |             |                            |             |                   |               |                   |        |        |        |        |  |  |         |         |         |         |         |  |  |           |           |           |
|  | 19                               | AZ                               | 4                                | 2                                | 6                                |                   |   |             |                     |             |                            |             |                   |               |                   |        |        |        |        |  |  |         |         |         |         |         |  |  |           |           |           |
|  | 14                               | Galatasaray                      | 1                                | 2                                | 3                                |                   |   | 19          | AZ                  | 1           | 1                          | 2           |                   |               |                   |        |        |        |        |  |  |         |         |         |         |         |  |  |           |           |           |
|  | 14                               | Galatasaray                      | 1                                | 2                                | 3                                |                   |   | 19          | AZ                  | 1           | 1                          | 2           |                   |               |                   |        |        |        |        |  |  |         |         |         |         |         |  |  |           |           |           |
|  |                                  |                                  |                                  |                                  |                                  |                   |   | 4           | Tottenham Hotspur   | 0           | 3                          | 3           |                   |               |                   |        |        |        |        |  |  |         |         |         |         |         |  |  |           |           |           |
|  |                                  |                                  |                                  |                                  | 4                                | Tottenham Hotspur | 1 | 4           | Tottenham Hotspur   | 0           | 3                          | 3           | 1                 | 2             |                   |        |        |        |        |  |  |         |         |         |         |         |  |  |           |           |           |
|  | 21                               | Union Saint-Gilloise             | 0                                | 2                                | 4                                | Tottenham Hotspur | 1 | 2           |                     |             |                            |             |                   |               |                   |        |        |        |        |  |  |         |         |         |         |         |  |  |           |           |           |
|  | 21                               | Union Saint-Gilloise             | 0                                | 2                                |                                  |                   |   | 2           |                     | 5           | Eintracht Frankfurt        | 1           | 0                 | 1             |                   |        |        |        |        |  |  |         |         |         |         |         |  |  |           |           |           |
|  | 12                               | Ajax (s.h.p.)                    | 2                                | 1                                | 3                                |                   |   | 12          | Ajax                | 5           | Eintracht Frankfurt        | 1           | 0                 | 1             | 1                 | 1      | 2      |        |        |  |  |         |         |         |         |         |  |  |           |           |           |
|  | 12                               | Ajax (s.h.p.)                    | 2                                | 1                                | 3                                |                   |   | 12          | Ajax                |             |                            |             |                   |               |                   |        | 2      |        |        |  |  |         |         |         |         |         |  |  |           |           |           |
|  |                                  |                                  |                                  |                                  |                                  |                   |   | 5           | Eintracht Frankfurt | 2           | 4                          | 6           |                   |               |                   |        |        |        |        |  |  |         |         |         |         |         |  |  |           |           |           |
|  |                                  |                                  |                                  |                                  |                                  |                   | 4 | 5           | Eintracht Frankfurt | 2           | 4                          | 6           | Tottenham Hotspur | 3             | 2                 | 5      |        |        |        |  |  |         |         |         |         |         |  |  |           |           |           |
|  | 23                               | Twente                           | 2                                | 2                                | 4                                |                   | 4 |             |                     |             |                            |             |                   |               |                   |        |        |        |        |  |  |         |         |         |         |         |  |  |           |           |           |
|  | 23                               | Twente                           | 2                                | 2                                | 4                                |                   |   |             |                     | 9           | Bodø/Glimt                 | 1           | 0                 | 1             |                   |        |        |        |        |  |  |         |         |         |         |         |  |  |           |           |           |
|  | 9                                | Bodø/Glimt (s.h.p.)              | 1                                | 5                                | 6                                |                   |   | 9           | Bodø/Glimt          | 9           | Bodø/Glimt                 | 1           | 0                 | 1             | 3                 | 1      | 4      |        |        |  |  |         |         |         |         |         |  |  |           |           |           |
|  | 9                                | Bodø/Glimt (s.h.p.)              | 1                                | 5                                | 6                                |                   |   | 9           | Bodø/Glimt          |             |                            |             |                   |               |                   |        | 4      |        |        |  |  |         |         |         |         |         |  |  |           |           |           |
|  |                                  |                                  |                                  |                                  |                                  |                   |   | 7           | Olympiacos          | 0           | 2                          | 2           |                   |               |                   |        |        |        |        |  |  |         |         |         |         |         |  |  |           |           |           |
|  |                                  |                                  |                                  |                                  | 9                                | Bodø/Glimt        | 2 | 7           | Olympiacos          | 0           | 2                          | 2           | 1                 | 3 (3)         |                   |        |        |        |        |  |  |         |         |         |         |         |  |  |           |           |           |
|  | 17                               | Ferencváros                      | 1                                | 0                                | 9                                | Bodø/Glimt        | 2 | 1           |                     |             |                            |             |                   |               |                   |        |        |        |        |  |  |         |         |         |         |         |  |  |           |           |           |
|  | 17                               | Ferencváros                      | 1                                | 0                                |                                  |                   |   | 1           |                     | 1           | Lazio                      | 0           | 3                 | 3 (2)         |                   |        |        |        |        |  |  |         |         |         |         |         |  |  |           |           |           |
|  | 16                               | Viktoria Plzeň                   | 0                                | 3                                | 3                                |                   |   | 16          | Viktoria Plzeň      | 1           | Lazio                      | 0           | 3                 | 3 (2)         | 1                 | 1      | 2      |        |        |  |  |         |         |         |         |         |  |  |           |           |           |
|  | 16                               | Viktoria Plzeň                   | 0                                | 3                                | 3                                |                   |   | 16          | Viktoria Plzeň      |             |                            |             |                   | 21/5 – Bilbao | 1                 | 1      | 2      |        |        |  |  |         |         |         |         |         |  |  |           |           |           |
|  |                                  |                                  |                                  |                                  |                                  |                   |   | 1           | Lazio               | 2           | 1                          | 3           |                   |               |                   |        |        |        |        |  |  |         |         |         |         |         |  |  |           |           |           |
|  |                                  |                                  |                                  |                                  |                                  |                   |   | 1           | Lazio               | 2           | 1                          | 3           |                   | 4             | Tottenham Hotspur | 1      |        |        |        |  |  |         |         |         |         |         |  |  |           |           |           |
|  | 24                               | Fenerbahçe                       | 3                                | 2                                | 5                                |                   |   |             |                     |             |                            |             |                   |               |                   |        |        |        |        |  |  |         |         |         |         |         |  |  |           |           |           |
|  | 24                               | Fenerbahçe                       | 3                                | 2                                | 5                                |                   |   |             |                     | 3           | Manchester United          | 0           |                   |               |                   |        |        |        |        |  |  |         |         |         |         |         |  |  |           |           |           |
|  | 10                               | Anderlecht                       | 0                                | 2                                | 2                                |                   |   | 24          | Fenerbahçe          | 3           | Manchester United          | 0           | 1                 | 2             | 3 (2)             |        |        |        |        |  |  |         |         |         |         |         |  |  |           |           |           |
|  | 10                               | Anderlecht                       | 0                                | 2                                | 2                                |                   |   | 24          | Fenerbahçe          |             |                            |             |                   |               |                   |        |        |        |        |  |  |         |         |         |         |         |  |  |           |           |           |
|  |                                  |                                  |                                  |                                  |                                  |                   |   | 8           | Rangers             | 3           | 0                          | 3 (3)       |                   |               |                   |        |        |        |        |  |  |         |         |         |         |         |  |  |           |           |           |
|  |                                  |                                  |                                  |                                  | 8                                | Rangers           | 0 | 8           | Rangers             | 3           | 0                          | 3 (3)       | 0                 | 0             |                   |        |        |        |        |  |  |         |         |         |         |         |  |  |           |           |           |
|  | 18                               | Porto                            | 1                                | 2                                | 8                                | Rangers           | 0 | 3           |                     |             |                            |             |                   |               |                   |        |        |        |        |  |  |         |         |         |         |         |  |  |           |           |           |
|  | 18                               | Porto                            | 1                                | 2                                |                                  |                   |   | 3           |                     | 2           | Athletic Bilbao            | 0           | 2                 | 2             |                   |        |        |        |        |  |  |         |         |         |         |         |  |  |           |           |           |
|  | 15                               | AS Roma                          | 1                                | 3                                | 4                                |                   |   | 15          | AS Roma             | 2           | Athletic Bilbao            | 0           | 2                 | 2             | 2                 | 1      | 3      |        |        |  |  |         |         |         |         |         |  |  |           |           |           |
|  | 15                               | AS Roma                          | 1                                | 3                                | 4                                |                   |   | 15          | AS Roma             |             |                            |             |                   |               |                   |        | 3      |        |        |  |  |         |         |         |         |         |  |  |           |           |           |
|  |                                  |                                  |                                  |                                  |                                  |                   |   | 2           | Athletic Bilbao     | 1           | 3                          | 4           |                   |               |                   |        |        |        |        |  |  |         |         |         |         |         |  |  |           |           |           |
|  |                                  |                                  |                                  |                                  |                                  |                   | 2 | 2           | Athletic Bilbao     | 1           | 3                          | 4           | Athletic Bilbao   | 0             | 1                 | 1      |        |        |        |  |  |         |         |         |         |         |  |  |           |           |           |
|  | 22                               | PAOK                             | 1                                | 0                                | 1                                |                   | 2 |             |                     |             |                            |             |                   |               |                   |        |        |        |        |  |  |         |         |         |         |         |  |  |           |           |           |
|  | 22                               | PAOK                             | 1                                | 0                                | 1                                |                   |   |             |                     | 3           | Manchester United          | 3           | 4                 | 7             |                   |        |        |        |        |  |  |         |         |         |         |         |  |  |           |           |           |
|  | 11                               | FCSB                             | 2                                | 2                                | 4                                |                   |   | 11          | FCSB                | 3           | Manchester United          | 3           | 4                 | 7             | 1                 | 0      | 1      |        |        |  |  |         |         |         |         |         |  |  |           |           |           |
|  | 11                               | FCSB                             | 2                                | 2                                | 4                                |                   |   | 11          | FCSB                |             |                            |             |                   |               |                   |        | 1      |        |        |  |  |         |         |         |         |         |  |  |           |           |           |
|  |                                  |                                  |                                  |                                  |                                  |                   |   | 6           | Lyon                | 3           | 4                          | 7           |                   |               |                   |        |        |        |        |  |  |         |         |         |         |         |  |  |           |           |           |
|  |                                  |                                  |                                  |                                  | 6                                | Lyon              | 2 | 6           | Lyon                | 3           | 4                          | 7           | 4                 | 6             |                   |        |        |        |        |  |  |         |         |         |         |         |  |  |           |           |           |
|  | 20                               | Midtjylland                      | 1                                | 2                                | 6                                | Lyon              | 2 | 3           |                     |             |                            |             |                   |               |                   |        |        |        |        |  |  |         |         |         |         |         |  |  |           |           |           |
|  | 20                               | Midtjylland                      | 1                                | 2                                |                                  |                   |   | 3           |                     | 3           | Manchester United (s.h.p.) | 2           | 5                 | 7             |                   |        |        |        |        |  |  |         |         |         |         |         |  |  |           |           |           |
|  | 13                               | Real Sociedad                    | 2                                | 5                                | 7                                |                   |   | 13          | Real Sociedad       | 3           | Manchester United (s.h.p.) | 2           | 5                 | 7             | 1                 | 1      | 2      |        |        |  |  |         |         |         |         |         |  |  |           |           |           |
|  | 13                               | Real Sociedad                    | 2                                | 5                                | 7                                |                   |   | 13          | Real Sociedad       |             |                            |             |                   |               |                   |        | 2      |        |        |  |  |         |         |         |         |         |  |  |           |           |           |
|  |                                  |                                  |                                  |                                  |                                  |                   |   | 3           | Manchester United   | 1           | 4                          | 5           |                   |               |                   |        |        |        |        |  |  |         |         |         |         |         |  |  |           |           |           |
|  |                                  |                                  |                                  |                                  |                                  |                   |   | 3           | Manchester United   | 1           | 4                          | 5           |                   |               |                   |        |        |        |        |  |  |         |         |         |         |         |  |  |           |           |           |

## Vòng play-off đấu loại trực tiếp
Lễ bốc thăm vòng play-off đấu loại trực tiếp được tổ chức vào ngày 31 tháng 1 năm 2025, 13:00 CET.

### Hạt giống
Lễ bốc thăm được chia thành bốn nhóm hạt giống và bốn nhóm không hạt giống, dựa trên các cặp đấu được xác định trước cho vòng đấu loại trực tiếp. Các đội được phân bổ dựa trên vị trí cuối cùng của họ ở vòng đấu hạng. Các đội ở vị trí từ 9 đến 16 được xếp hạt giống (thi đấu trận lượt về trên sân nhà), còn các đội ở vị trí từ 17 đến 24 không được xếp hạt giống. Lễ bốc thăm bắt đầu với các đội không hạt giống, phân bổ tất cả họ vào một bảng đấu. Sau khi hoàn tất, tất cả các đội hạt giống được xếp vào một cặp đấu với tư cách là đối thủ của họ.
| 9/10 vs 23/24             | 9/10 vs 23/24         | 11/12 vs 21/22 | 11/12 vs 21/22                |
| Hạt giống                 | Không hạt giống       | Hạt giống      | Không hạt giống               |
| ------------------------- | --------------------- | -------------- | ----------------------------- |
| - Bodø/Glimt - Anderlecht | - Twente - Fenerbahçe | - FCSB - Ajax  | - Union Saint-Gilloise - PAOK |

| 13/14 vs 19/20                | 13/14 vs 19/20     | 15/16 vs 17/18             | 15/16 vs 17/18        |
| Hạt giống                     | Không hạt giống    | Hạt giống                  | Không hạt giống       |
| ----------------------------- | ------------------ | -------------------------- | --------------------- |
| - Real Sociedad - Galatasaray | - AZ - Midtjylland | - AS Roma - Viktoria Plzeň | - Ferencváros - Porto |

### Bảng tóm tắt
Lượt đi diễn ra vào ngày 13 tháng 2 và lượt về diễn ra vào ngày 20 tháng 2 năm 2025.
| Đội 1                | TTSTooltip Aggregate score | Đội 2          | Lượt đi | Lượt về      |
| -------------------- | -------------------------- | -------------- | ------- | ------------ |
| Ferencváros          | 1–3                        | Viktoria Plzeň | 1–0     | 0–3          |
| Twente               | 4–6                        | Bodø/Glimt     | 2–1     | 2–5 (s.h.p.) |
| Union Saint-Gilloise | 2–3                        | Ajax           | 0–2     | 2–1 (s.h.p.) |
| AZ                   | 6–3                        | Galatasaray    | 4–1     | 2–2          |
| Midtjylland          | 3–7                        | Real Sociedad  | 1–2     | 2–5          |
| PAOK                 | 1–4                        | FCSB           | 1–2     | 0–2          |
| Fenerbahçe           | 5–2                        | Anderlecht     | 3–0     | 2–2          |
| Porto                | 3–4                        | AS Roma        | 1–1     | 2–3          |

### Các trận đấu
| Ferencváros    | 1–0      | Viktoria Plzeň |
| -------------- | -------- | -------------- |
| - Abu Fani 23' | Chi tiết |                |

| Viktoria Plzeň                           | 3–0      | Ferencváros |
| ---------------------------------------- | -------- | ----------- |
| - Jemelka 27' - Šulc 35' - Durosinmi 38' | Chi tiết |             |

Viktoria Plzeň thắng với tổng tỷ số 3–1.
| Twente                                      | 2–1      | Bodø/Glimt |
| ------------------------------------------- | -------- | ---------- |
| - Ltaief 5' - Van Wolfswinkel 90+5' (ph.đ.) | Chi tiết | - Berg 23' |

| Bodø/Glimt                                                                                        | 5–2 (s.h.p.) | Twente                              |
| ------------------------------------------------------------------------------------------------- | ------------ | ----------------------------------- |
| - Høgh 56' (ph.đ.) - Hilgers 90+2' (l.n.) - Wembangomo 90+4' - Fet 111' - Verschueren 114' (l.n.) | Chi tiết     | - Sjøvold 26' (l.n.) - Steijn 90+6' |

Bodø/Glimt thắng với tổng tỷ số 6–4.
| Union Saint-Gilloise | 0–2      | Ajax                        |
| -------------------- | -------- | --------------------------- |
|                      | Chi tiết | - Rasmussen 59' - Mokio 71' |

| Ajax                 | 1–2 (s.h.p.) | Union Saint-Gilloise                   |
| -------------------- | ------------ | -------------------------------------- |
| - Taylor 93' (ph.đ.) | Chi tiết     | - Mac Allister 16' - David 28' (ph.đ.) |

Ajax thắng với tổng tỷ số 3–2.
| AZ                                                                  | 4–1      | Galatasaray  |
| ------------------------------------------------------------------- | -------- | ------------ |
| - Mijnans 12' - Parrott 37' (ph.đ.) - Clasie 57' - Møller Wolfe 66' | Chi tiết | - Sallai 20' |

| Galatasaray                | 2–2      | AZ                         |
| -------------------------- | -------- | -------------------------- |
| - Osimhen 56' - Sallai 70' | Chi tiết | - Maikuma 42' - Kasius 55' |

AZ thắng với tổng tỷ số 6–3.
| Midtjylland | 1–2      | Real Sociedad                   |
| ----------- | -------- | ------------------------------- |
| - Buksa 38' | Chi tiết | - Méndez 11' (ph.đ.) - Kubo 31' |

| Real Sociedad                                                          | 5–2      | Midtjylland                      |
| ---------------------------------------------------------------------- | -------- | -------------------------------- |
| - Méndez 5' - Sučić 18', 45+2' - Oyarzabal 73' (ph.đ.) - Óskarsson 90' | Chi tiết | - Buksa 24' (ph.đ.) - Osorio 38' |

Real Sociedad thắng với tổng tỷ số 7–3.
| PAOK          | 1–2      | FCSB                        |
| ------------- | -------- | --------------------------- |
| - Samatta 21' | Chi tiết | - Gheorghiță 50' - Dawa 60' |

| FCSB                          | 2–0      | PAOK |
| ----------------------------- | -------- | ---- |
| - Cisotti 30' - Miculescu 81' | Chi tiết |      |

FCSB thắng với tổng tỷ số 4–1.
| Fenerbahçe                              | 3–0      | Anderlecht |
| --------------------------------------- | -------- | ---------- |
| - Tadić 11' - Džeko 42' - En-Nesyri 57' | Chi tiết |            |

| Anderlecht         | 2–2      | Fenerbahçe                   |
| ------------------ | -------- | ---------------------------- |
| - Vázquez 19', 55' | Chi tiết | - En-Nesyri 4' - Akçiçek 63' |

Fenerbahçe thắng với tổng tỷ số 5–2.
| Porto       | 1–1      | AS Roma       |
| ----------- | -------- | ------------- |
| - Moura 67' | Chi tiết | - Çelik 45+5' |

| AS Roma                         | 3–2      | Porto                                |
| ------------------------------- | -------- | ------------------------------------ |
| - Dybala 35', 39' - Pisilli 83' | Chi tiết | - Aghehowa 27' - Rensch 90+6' (l.n.) |

AS Roma thắng với tổng tỷ số 4–3.

## Vòng 16 đội
Lễ bốc thăm vòng 16 đội được tổ chức vào ngày 21 tháng 2 năm 2025, 13:00 CET.

### Hạt giống
Vì nhánh đấu đã được ấn định, nên lễ bốc thăm chỉ bao gồm bốn nhóm hạt giống, dựa trên các cặp đấu được xác định trước cho vòng đấu loại trực tiếp, với tám đội đứng đầu được phân bổ dựa trên vị trí cuối cùng của họ ở vòng đấu hạng. Các đội ở vị trí từ 1 đến 8 được xếp hạt giống (thi đấu trận lượt về trên sân nhà), trong khi các vị trí trong bảng đấu của những đội chiến thắng trong vòng đấu loại trực tiếp (không được xếp hạt giống) đã được xác định trước. Tám đội đứng đầu được bốc thăm vào bảng đấu với một trong hai đối thủ có thể của họ.
| 1/2 vs 15/16/17/18        | 1/2 vs 15/16/17/18         | 3/4 vs 13/14/19/20                      | 3/4 vs 13/14/19/20   |
| Hạt giống                 | Được xác định trước        | Hạt giống                               | Được xác định trước  |
| ------------------------- | -------------------------- | --------------------------------------- | -------------------- |
| - Lazio - Athletic Bilbao | - Viktoria Plzeň - AS Roma | - Manchester United - Tottenham Hotspur | - AZ - Real Sociedad |

| 5/6 vs 11/12/21/22           | 5/6 vs 11/12/21/22  | 7/8 vs 9/10/23/24      | 7/8 vs 9/10/23/24         |
| Hạt giống                    | Được xác định trước | Hạt giống              | Được xác định trước       |
| ---------------------------- | ------------------- | ---------------------- | ------------------------- |
| - Eintracht Frankfurt - Lyon | - Ajax - FCSB       | - Olympiacos - Rangers | - Bodø/Glimt - Fenerbahçe |

### Bảng tóm tắt
Các trận lượt đi diễn ra vào ngày 6 tháng 3 và lượt về diễn ra vào ngày 13 tháng 3 năm 2025.
| Đội 1          | TTSTooltip Aggregate score | Đội 2               | Lượt đi | Lượt về      |
| -------------- | -------------------------- | ------------------- | ------- | ------------ |
| Viktoria Plzeň | 2–3                        | Lazio               | 1–2     | 1–1          |
| Bodø/Glimt     | 4–2                        | Olympiacos          | 3–0     | 1–2          |
| Ajax           | 2–6                        | Eintracht Frankfurt | 1–2     | 1–4          |
| AZ             | 2–3                        | Tottenham Hotspur   | 1–0     | 1–3          |
| AS Roma        | 3–4                        | Athletic Bilbao     | 2–1     | 1–3          |
| Fenerbahçe     | 3–3 (2–3 p)                | Rangers             | 1–3     | 2–0 (s.h.p.) |
| FCSB           | 1–7                        | Lyon                | 1–3     | 0–4          |
| Real Sociedad  | 2–5                        | Manchester United   | 1–1     | 1–4          |

### Các trận đấu
| Viktoria Plzeň  | 1–2      | Lazio                           |
| --------------- | -------- | ------------------------------- |
| - Durosinmi 53' | Chi tiết | - Romagnoli 16' - Isaksen 90+8' |

| Lazio           | 1–1      | Viktoria Plzeň |
| --------------- | -------- | -------------- |
| - Romagnoli 77' | Chi tiết | - Šulc 52'     |

Lazio thắng với tổng tỷ số 3–2.
| Bodø/Glimt                            | 3–0      | Olympiacos |
| ------------------------------------- | -------- | ---------- |
| - Tzolakis 13' (l.n.) - Høgh 45', 55' | Chi tiết |            |

| Olympiacos           | 2–1      | Bodø/Glimt |
| -------------------- | -------- | ---------- |
| - Yaremchuk 53', 65' | Chi tiết | - Høgh 36' |

Bodø/Glimt thắng với tổng tỷ số 4–2.
| Ajax          | 1–2      | Eintracht Frankfurt        |
| ------------- | -------- | -------------------------- |
| - Brobbey 10' | Chi tiết | - Larsson 27' - Skhiri 70' |

| Eintracht Frankfurt                        | 4–1      | Ajax         |
| ------------------------------------------ | -------- | ------------ |
| - Bahoya 7' - Götze 25', 82' - Ekitike 67' | Chi tiết | - Taylor 78' |

Eintracht Frankfurt thắng với tổng tỷ số 6–2.
| AZ                    | 1–0      | Tottenham Hotspur |
| --------------------- | -------- | ----------------- |
| - Bergvall 18' (l.n.) | Chi tiết |                   |

| Tottenham Hotspur                 | 3–1      | AZ                |
| --------------------------------- | -------- | ----------------- |
| - Odobert 26', 74' - Maddison 48' | Chi tiết | - Koopmeiners 63' |

Tottenham Hotspur thắng với tổng tỷ số 3–2.
| AS Roma                           | 2–1      | Athletic Bilbao   |
| --------------------------------- | -------- | ----------------- |
| - Angeliño 56' - Shomurodov 90+3' | Chi tiết | - I. Williams 50' |

| Athletic Bilbao                          | 3–1      | AS Roma                 |
| ---------------------------------------- | -------- | ----------------------- |
| - N. Williams 45+3', 82' - Berchiche 68' | Chi tiết | - Paredes 90+3' (ph.đ.) |

Athletic Bilbao thắng với tổng tỷ số 4–3.
| Fenerbahçe  | 1–3      | Rangers                       |
| ----------- | -------- | ----------------------------- |
| - Djiku 30' | Chi tiết | - Dessers 7' - Černý 42', 81' |

| Rangers                               | 0–2      | Fenerbahçe                              |
| ------------------------------------- | -------- | --------------------------------------- |
|                                       | Chi tiết | - Szymański 45', 73'                    |
| Loạt sút luân lưu                     |          |                                         |
| - Tavernier - Černý - Hagi - Lawrence | 3–2      | - Tadić - Džeko - Djiku - Fred - Yandaş |

Tổng tỷ số 3–3, Rangers thắng 3–2 trên chấm luân lưu.
| FCSB         | 1–3      | Lyon                               |
| ------------ | -------- | ---------------------------------- |
| - Băluță 68' | Chi tiết | - Tagliafico 30' - Fofana 86', 89' |

| Lyon                                    | 4–0      | FCSB |
| --------------------------------------- | -------- | ---- |
| - Mikautadze 14', 47' - Nuamah 37', 88' | Chi tiết |      |

Lyon thắng với tổng tỷ số 7–1.
| Real Sociedad           | 1–1      | Manchester United |
| ----------------------- | -------- | ----------------- |
| - Oyarzabal 70' (ph.đ.) | Chi tiết | - Zirkzee 57'     |

| Manchester United                                       | 4–1      | Real Sociedad           |
| ------------------------------------------------------- | -------- | ----------------------- |
| - Fernandes 16' (ph.đ.), 50' (ph.đ.), 87' - Dalot 90+1' | Chi tiết | - Oyarzabal 10' (ph.đ.) |

Manchester United thắng với tổng tỷ số 5–2.

## Tứ kết
Lễ bốc thăm thứ tự các trận lượt đi vòng tứ kết được tổ chức vào ngày 21 tháng 2 năm 2025, 13:00 CET, sau lễ bốc thăm vòng 16 đội.

### Bảng tóm tắt
Các trận lượt đi diễn ra vào ngày 10 tháng 4 và lượt về diễn ra vào ngày 17 tháng 4 năm 2025.
| Đội 1             | TTSTooltip Aggregate score | Đội 2               | Lượt đi | Lượt về      |
| ----------------- | -------------------------- | ------------------- | ------- | ------------ |
| Bodø/Glimt        | 3–3 (3–2 p)                | Lazio               | 2–0     | 1–3 (s.h.p.) |
| Tottenham Hotspur | 2–1                        | Eintracht Frankfurt | 1–1     | 1–0          |
| Rangers           | 0–2                        | Athletic Bilbao     | 0–0     | 0–2          |
| Lyon              | 6–7                        | Manchester United   | 2–2     | 4–5 (s.h.p.) |

### Các trận đấu
| Bodø/Glimt         | 2–0      | Lazio |
| ------------------ | -------- | ----- |
| - Saltnes 47', 69' | Chi tiết |       |

| Lazio                                               | 3–1 (s.h.p.) | Bodø/Glimt                         |
| --------------------------------------------------- | ------------ | ---------------------------------- |
| - Castellanos 21' - Noslin 90+3' - Dia 100'         | Chi tiết     | - Helmersen 109'                   |
| Loạt sút luân lưu                                   |              |                                    |
| - Dia - Tchaouna - Noslin - Guendouzi - Castellanos | 2–3          | - Hauge - Fet - Sørli - Moe - Berg |

Tổng tỷ số 3–3, Bodø/Glimt thắng 3–2 trên chấm luân lưu.
| Tottenham Hotspur | 1–1      | Eintracht Frankfurt |
| ----------------- | -------- | ------------------- |
| - Porro 26'       | Chi tiết | - Ekitike 6'        |

| Eintracht Frankfurt | 0–1      | Tottenham Hotspur     |
| ------------------- | -------- | --------------------- |
|                     | Chi tiết | - Solanke 43' (ph.đ.) |

Tottenham Hotspur thắng với tổng tỷ số 2–1.
| Rangers | 0–0      | Athletic Bilbao |
| ------- | -------- | --------------- |
|         | Chi tiết |                 |

| Athletic Bilbao                          | 2–0      | Rangers |
| ---------------------------------------- | -------- | ------- |
| - Sancet 45+4' (ph.đ.) - N. Williams 80' | Chi tiết |         |

Athletic Bilbao thắng với tổng tỷ số 2–0.
| Lyon                        | 2–2      | Manchester United          |
| --------------------------- | -------- | -------------------------- |
| - Almada 26' - Cherki 90+5' | Chi tiết | - Yoro 45+5' - Zirkzee 88' |

| Manchester United                                                                  | 5–4 (s.h.p.) | Lyon                                                                  |
| ---------------------------------------------------------------------------------- | ------------ | --------------------------------------------------------------------- |
| - Ugarte 10' - Dalot 45+1' - Fernandes 114' (ph.đ.) - Mainoo 120' - Maguire 120+1' | Chi tiết     | - Tolisso 71' - Tagliafico 78' - Cherki 105' - Lacazette 110' (ph.đ.) |

Manchester United thắng với tổng tỷ số 7–6.

## Bán kết
Lễ bốc thăm thứ tự các trận lượt đi bán kết được tổ chức vào ngày 21 tháng 2 năm 2025, 13:00 CET, sau lễ bốc thăm vòng 16 đội và tứ kết.

### Bảng tóm tắt
Các trận lượt đi diễn ra vào ngày 1 tháng 5 và lượt về diễn ra vào ngày 8 tháng 5 năm 2025.
| Đội 1             | TTSTooltip Aggregate score | Đội 2             | Lượt đi | Lượt về |
| ----------------- | -------------------------- | ----------------- | ------- | ------- |
| Tottenham Hotspur | 5–1                        | Bodø/Glimt        | 3–1     | 2–0     |
| Athletic Bilbao   | 1–7                        | Manchester United | 0–3     | 1–4     |

### Các trận đấu
| Tottenham Hotspur                                 | 3–1      | Bodø/Glimt    |
| ------------------------------------------------- | -------- | ------------- |
| - Johnson 1' - Maddison 34' - Solanke 61' (ph.đ.) | Chi tiết | - Saltnes 83' |

| Bodø/Glimt | 0–2      | Tottenham Hotspur         |
| ---------- | -------- | ------------------------- |
|            | Chi tiết | - Solanke 63' - Porro 69' |

Tottenham Hotspur thắng với tổng tỷ số 5–1.
| Athletic Bilbao | 0–3      | Manchester United                           |
| --------------- | -------- | ------------------------------------------- |
|                 | Chi tiết | - Casemiro 30' - Fernandes 37' (ph.đ.), 45' |

| Manchester United                               | 4–1      | Athletic Bilbao  |
| ----------------------------------------------- | -------- | ---------------- |
| - Mount 72', 90+1' - Casemiro 80' - Højlund 85' | Chi tiết | - Jauregizar 31' |

Manchester United thắng với tổng tỷ số 7–1.

## Chung kết
Trận chung kết diễn ra vào ngày 21 tháng 5 năm 2025 tại sân vận động San Mamés ở Bilbao. Đội thắng ở trận bán kết 1 sẽ được chỉ định là đội "chủ nhà" cho mục đích hành chính.
| Tottenham Hotspur | 1–0      | Manchester United |
| ----------------- | -------- | ----------------- |
| - Johnson 42'     | Chi tiết |                   |